# Часова (Каменський міський округ)
Ча́сова (рос. Часовая) — присілок у складі Каменського міського округу Свердловської області.
Населення — 205 осіб (2010, 196 у 2002).
Національний склад станом на 2002 рік: росіяни — 92 %.